# Juan Alagón
Juan Alagón (Buenos Aires, 13 de abril de 1761 - ca. 1828) fue un comerciante y político argentino, miembro de la Junta Grande de gobierno de ese país en 1811.
Comerciante destacado, ejerció repetidamente cargos en el cabildo de la ciudad de Buenos Aires. Durante la época virreinal fue teniente de las milicias de caballería de la ciudad de Buenos Aires, aunque combatió durante las invasiones inglesas como oficial del cuerpo de Veteranos de Infantería. Apoyó al virrey Santiago de Liniers durante la abortada revolución del 1.º de enero de 1809, siendo ascendido al grado de capitán de milicias de caballería.
Apoyó la Revolución de Mayo y a fines de 1810 se incorporó al cabildo porteño. Miembro destacado del partido que apoyaba al presidente de la Primera Junta, Cornelio Saavedra, fue uno de los inspiradores de la revolución a favor de este del 5 y 6 de abril de 1811. Como resultado de esa revuelta popular, se incorporó como vocal a la Junta Grande, apoyando la política del presidente y del Deán Funes. Brevemente ocupó la secretaría de Gobierno de la Junta cuando su titular, Joaquín Campana, debió renunciar por presión del Cabildo porteño.
La Junta fue disuelta a fines de ese año, por orden del Primer Triunvirato, y Alagón pasó a la oposición. Apoyó la revolución de octubre de 1812 contra el Triunvirato, y en 1814 fue alcalde del 1.er voto. Volvió a ocupar ese cargo en el año 1817.
A partir del año 1820 fue miembro de la Junta de Representantes provincial, y al año siguiente fue su presidente, apoyando la política del ministro Bernardino Rivadavia. Fue diputado en el Congreso en 1826 y votó a favor de la constitución unitaria de ese año. Fue nombrado para ocupar el cargo de senador nacional, pero no llegó a asumir por la disolución del régimen unitario.
Falleció en fecha desconocida, y una calle de la ciudad de Buenos Aires lleva su nombre.